# Plettyfus
Plettyfus (Typhus exanthematicus, Febris exanthematica, eksanthematisk tyfus) – fra græsk typhos, som betyder doven, hvilket skulle beskrive sindstilstanden hos folk, der lider af sygdommen – også kaldet krigstyfus eller hungertyfus, har i visse henseender lighed med tyfus og er også blevet sammenblandet med denne.

## Udbredelse
Sygdommen er endemisk og findes til stadighed i Rusland, i Østeuropa, i England og i Irland. Sandsynligvis har flere epidemier, som i tidligere dage er gået under navn af pest, i virkeligheden været plettyfus.

## Smittemåde
Først i begyndelsen af det 20. århundrede kom man til klarhed over infektionsmodus. Sygdommen overføres fra menneske til menneske ved lus (påvist af Nicolle). I lusens tarm forekommer de af Rickett og af Prowozek påviste Rickettsia, der tillige er udbredt blandt mus, rotter og andre gnavere, og kan overføres til mennesker via mider, lopper og lus. Denne vektor trives bedst under dårlige hygieniske forhold, som ofte optræder i fængsler, koncentrationslejre og flygtningelejre.

## Forløb
Plettyfus har en inkubationstid på omtrent ti dage, sjældent meget længere, tit noget kortere, begynder temmelig pludseligt, ofte med kulderystelse, og temperaturen stiger hurtig til henved 40 °C. Samtidig er der almindeligt ildebefindende, hovedpine, hyppig opkastning.
Temperaturen holder sig høj i de følgende dage, og nu fremkommer, efter at sygdommen har varet 4—5 dage, det karakteristiske udslæt, som ligner det ved tyfoid feber, altså er et Roseolaexanthem, men mere udbredt end ved hin, idet det som regel ikke alene indtager kroppen, men også ekstremiteterne (arme og ben). Feberen tager fremdeles til, når sit højdepunkt i begyndelsen af anden uge; nu bliver patienten mere medtagen, mere sløv og plages ofte af stærke hallucinationer og ængstende forestillinger. Fra tyfoid feber adskiller sygdommen sig imidlertid ved det kortere forløb, idet der allerede med slutningen af anden uge begynder en aftagen af feberen, samtidig med at patienten bliver roligere og mere klar, og i løbet af nogle dage falder temperaturen til den normale, således at sygdommen ikke varer mere end 2—2½ uge indtil rekonvalescensen, og denne er endda trods patientens meget medtagne tilstand forholdsvis kort.

## Dødelighed
Dødeligheden er i almindelighed større end ved tyfoid feber, i reglen 15-20 %, mindre hos børn og unge, men betydelig større hos gamle og svage personer, hvor den når til 70—80% eller mere. Den er mindre dødelig i en befolkning, hvor plettyfus har optrådt i længere tid, end hos individer, som kommer andet sted fra.
Sygdommen optræder epidemisk, angriber især folk, der lever under uheldige hygiejniske og sociale forhold, optræder især i armeer under krigsforhold, kaldes derfor ofte hungertyfus, krigstyfus.

## Bekæmpelse
Individer, som kommer fra steder, hvor der er plettyfus, må »afluses«, deres klæder må desinficeres, hvilket let lader sig udføre, da en varmegrad på ca. 80 °C dræber lusene. De læger og sygeplejersker, som passer patienter lidende af Typhus exanthemathicus, må vise den største forsigtighed for at undgå, at lusene bliver overført på dem. På grund af sygdommens farlighed og store smitsomhed er hurtig isolation (indlæggelse af patienten på hospital) og kraftig desinfektion af den syges hjem og klæder, absolut nødvendig, hvorfor også tidligere den danske og norske epidemilov hjemlede sundhedsautoriteterne pligt og ret til hurtig og energisk indskriden ved denne sygdoms optræden.Man kan også få antibiotika, som hjælper mod det.

## Eksempler på udbrud
De ødelæggende virkninger af plettyfus er kendte fra alle store krige fra Trediveårskrigen over Napoleon’s felttog til 2. verdenskrig.
En epidemi af plettyfus ramte Vestdanmark i 1659, især egnene omkring Kongeåen, men omfattede hele Østjylland og Fyn med omliggende øer. Den var medbragt af polske hjælpetropper, der var kommet til Jylland for at kæmpe mod de svenske tropper, der havde besat store dele af landet. Polakkerne afbrændte adskillige gårde, hvilket blev opfattet af samtiden som en hærgning, men som måske var et forsøg på at begrænse og bekæmpe sygdommens spredning.
I Danmark er den i nyere tider optrådt af og til, sidst i begyndelsen af 1870’erne og 1890’erne, og blev formentlig indført med huder, pelsværk, klude fra de lande, hvor den til stadighed fandtes.
Under den russisk-tyrkiske krig 1877—1878 skal den russiske armé have haft alene 100.000 syge af Typhus exanthemathicus med 50.000 døde.
Under 2. verdenskrig ramte sygdommen blandt andet tyske koncentrationslejre. I koncentrationslejren Dachau blev sygdommen søgt bekæmpet ved en kombination af brusebade og desinfektion af fangernes tøj ved brug af cyanid-gassen Zyklon B. I Auschwitz, Majdanek og andre udryddelseslejre blev samme Zyklon B-gas i stedet anvendt som giftgas i lejrenes industrielle folkedrab på uønskede fanger. Normalt under forehavende af at nyankomne fanger skulle afluses i et brusebad.
Den jødiske pige Anne Frank og hendes storesøster Margot Frank døde begge af tyfus i koncentrationslejren Bergen-Belsen.